# Kling Klang Studio

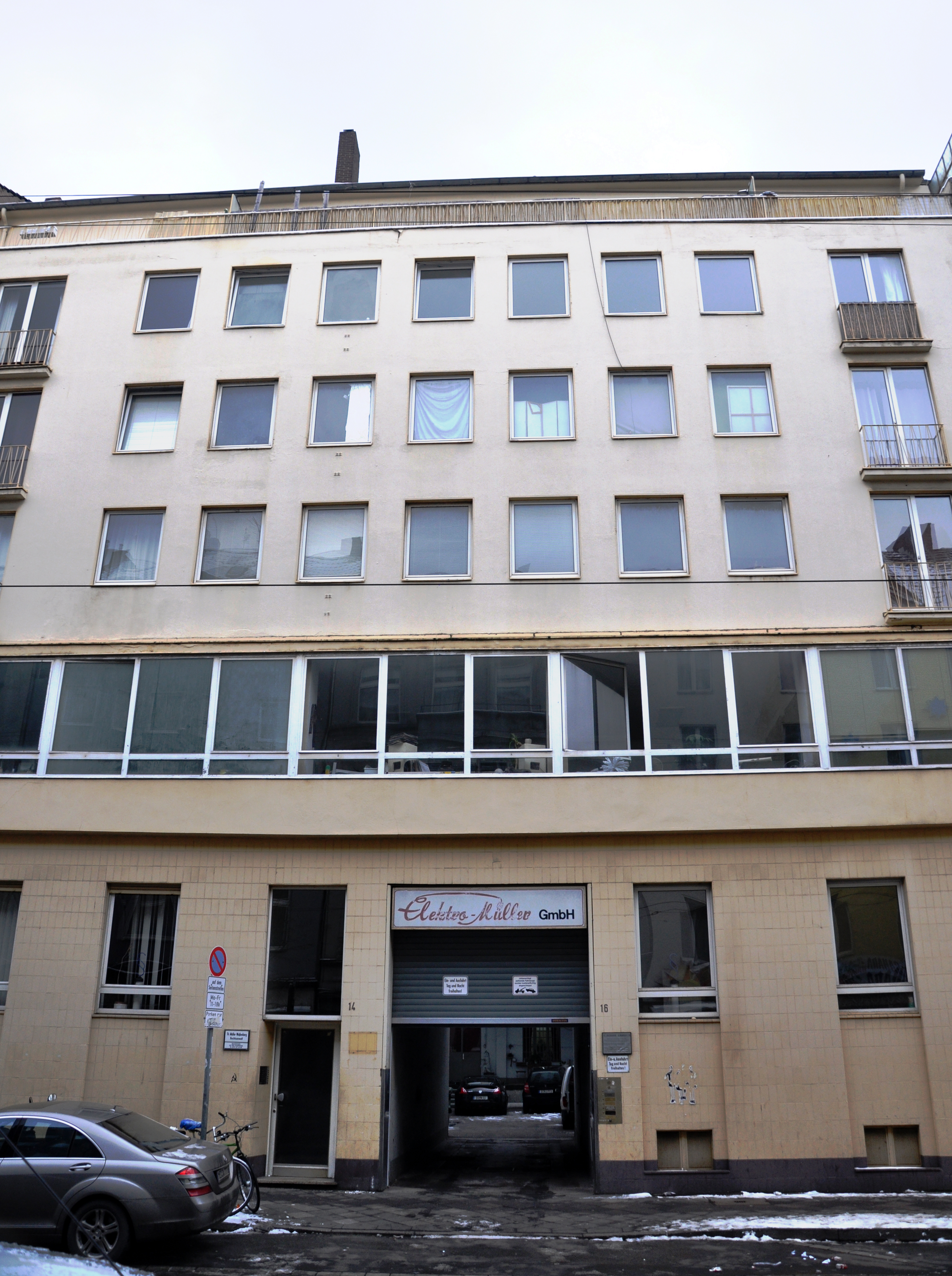
Původní budova studia na Mintropstraße 16 v Düsseldorfu.

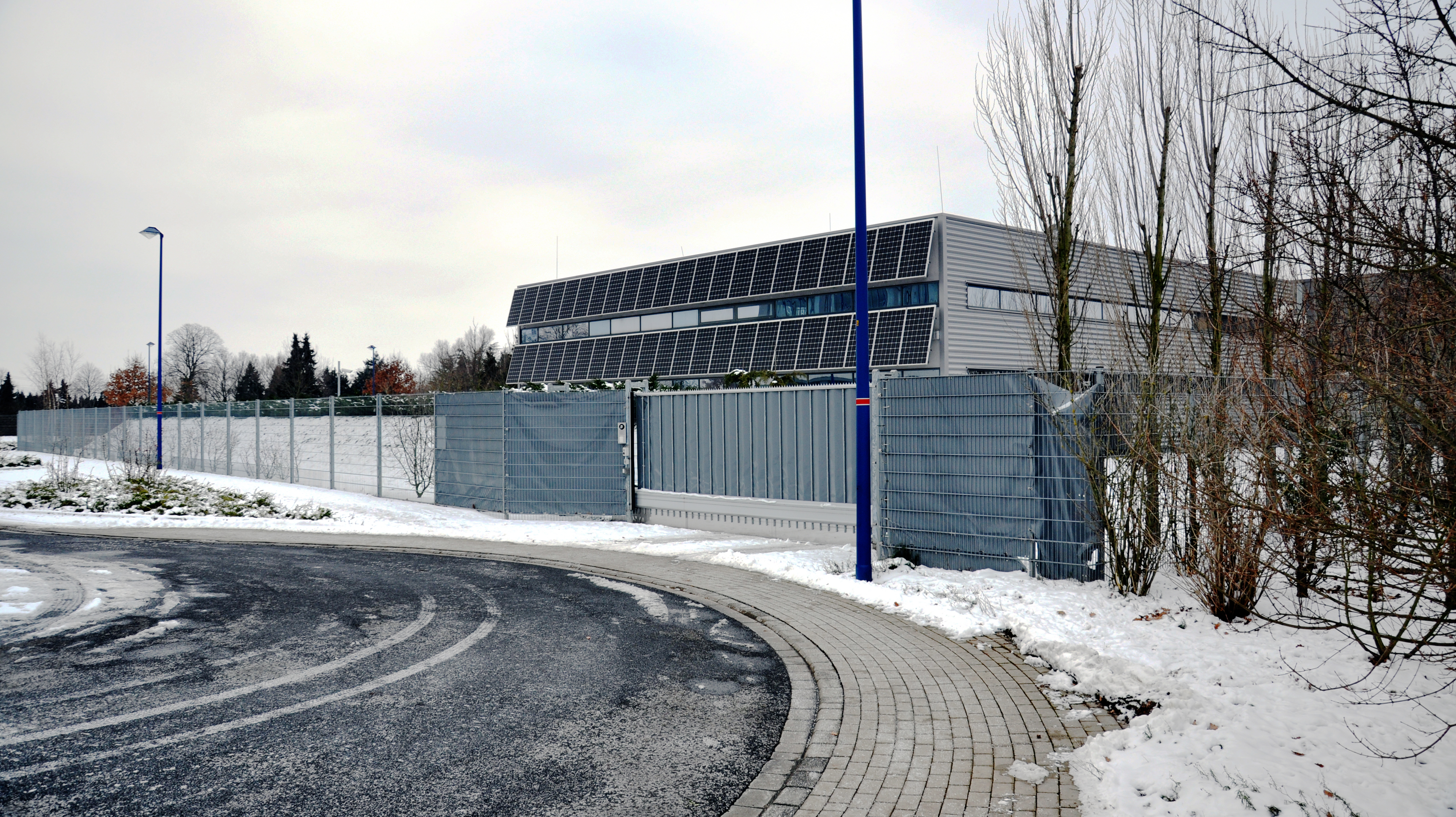
Nová budova Kling Klang Studia u města Meerbusch, kterou Kraftwerk užívají od roku 2008.

Kling Klang Studio je soukromé nahrávací a hudební studio německé hudební skupiny Kraftwerk. Zakládající členové skupiny Ralf Hütter a Florian Schneider-Esleben si toto studio zřídili na počátku 70. let v Düsseldorfu na ulici Mintropstraße, číslo popisné 16.
Studio sloužilo pouze členům Kraftwerk a navštívit jej se podařilo pouze několika málo externím osobám.
Studio, jehož lokace blízko düsseldorfského hlavního nádraží tomu napomáhala, se stalo vyhledávaným místem fanoušků skupiny. Zřejmě z tohoto důvodu poté, co Florian Schneider na přelomu let 2007/2008 opustil skupinu, zakoupil Ralf Hütter nový pozemek v lokalitě Mollsfeld u města Meerbusch, kde vybudoval studio nové.